# Linia kolejowa nr 296
Linia kolejowa nr 296 – pierwszorzędna, w większości dwutorowa, zelektryfikowana linia kolejowa znaczenia państwowego, łącząca stację Miłkowice z posterunkiem odgałęźnym Wielkie Piekary, będąca obwodnicą towarową Legnicy.
Linię oddano do użytku w październiku 1925 roku w ramach modernizacji węzła legnickiego. Powstała dla odciążenia linii przechodzących przez stację pasażerską Legnica, w szczególności linii nr 275.
Poruszają się po niej wyłącznie pociągi towarowe, głównie w kierunku Żagania, Forst (Lausitz), Węglińca (oraz dalej do Turoszowa i Zawidowa) i Horki, a także w przeciwnym kierunku do Wrocławia Gądowa.